# Guduíno

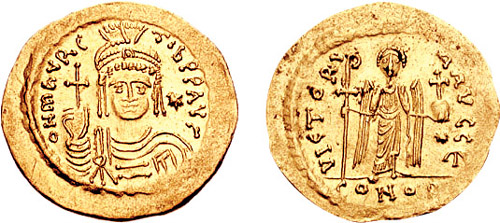
Soldo de Maurício r.

Guduíno, Guduim (em latim: Guduin) ou Guduis em grego medieval: Γούδουις; romaniz.: Goúduis) foi um oficial bizantino do século VI, ativo durante o reinado do imperador Maurício (r. 582–602).

## Vida
Guduíno aparece em 595, quando serviu na Trácia sob Prisco; é estilizado como taxiarco por Teofilato Simocata, sendo talvez um dos novos duques. No verão, foi enviado para recuperar Singiduno dos avares, o que conseguiu, e então reparou as muralhas. Depois, foi enviado com dois mil soldados para espionar as tropas do grão-cã na Dalmácia, onde emboscou aquela que guardava o butim avar, a aniquilou e retornou a Prisco com butim. Em 602, era hipoestratego (talvez mestre dos soldados vacante) Trácia sob Pedro. No verão, recebeu o comando das tropas enviadas através do Danúbio contra os esclavenos. Cruzou o rio, matou muitos deles e tomou muitos prisioneiros, e então tentou manter seus homens ao norte do rio, contra a vontade deles, aparentemente seguindo ordens enviadas a Pedro pelo imperador. No outono, estava com Pedro perto de Palastolo, quando o exército amotinou; Pedro disse-lhe as dificuldades que as ordens colocaram-no.